# The Merry Widow (1952)
The Merry Widow (bra: A Viúva Alegre) é um filme norte-americano de 1952, do gênero musical, dirigido por Curtis Bernhardt e estrelado por Lana Turner e Fernando Lamas.
Esta é a terceira adaptação cinematográfica, sem brilho nem sucesso comercial, da famosa opereta de Franz Lehár. As anteriores são de 1925 e 1934. O filme recebeu duas indicações ao Oscar, nas categorias Melhor Direção de Arte e Melhor Figurino.

## Sinopse
Viúva rica, Crystal Radek retorna a Marshovia, terra natal de seu marido]], para dedicar um memorial a ele. O rei desse país, endividado até ao pescoço, tenta convencê-la a ficar. Para tanto, quer que ela aceite casar-se com o jovem conde Danilo.

## Premiações
| Patrocinador                                  | Prêmio | Categoria                                                    | Situação                                                |
| --------------------------------------------- | ------ | ------------------------------------------------------------ | ------------------------------------------------------- |
| Academia de Artes e Ciências Cinematográficas | Oscar  | Melhor Direção de Arte (em cores) Melhor Figurino (em cores) | Indicado[carece de fontes?] Indicado[carece de fontes?] |

## Elenco
| Ator/Atriz     | Personagem          |
| -------------- | ------------------- |
| Lana Turner    | Crystal Radek       |
| Fernando Lamas | Conde Danilo        |
| Una Merkel     | Kitty Riley         |
| Richard Haydn  | Barão Popoff        |
| Thomas Gomez   | Rei                 |
| John Abbott    | Embaixador          |
| Marcel Dalio   | Sargento da polícia |
| King Donovan   | Nitki               |
| Robert Coote   | Marquês De Crillon  |
| Sujata Rubener | Cigana              |
| Lisa Ferraday  | Marcella            |
| Shepard Menken | Kunjany             |
| Ludwig Stössel | Major Domo          |